# Ліпка (Зґерський повіт)
Ліпка (пол. Lipka) — село в Польщі, у гміні Стрикув Зґерського повіту Лодзинського воєводства.
Населення — 205 осіб (2011).

## Демографія
Демографічна структура станом на 31 березня 2011 року:
|          | Загалом | Допрацездатний вік | Працездатний вік | Постпрацездатний вік |
| -------- | ------- | ------------------ | ---------------- | -------------------- |
| Чоловіки | 100     | 11                 | 76               | 13                   |
| Жінки    | 105     | 17                 | 56               | 32                   |
| Разом    | 205     | 28                 | 132              | 45                   |